# Huneric
Huneric sau Honeric (nume slavizat: Uniemirek), (n. 411 d.Hr. – d. 23 decembrie 484 d.Hr., Cartagina⁠(d), Exarchate of Africa⁠(d), Regatul Vandal⁠(d)) a fost rege al vandalilor (477-484) și fiul cel mai mare al lui Genseric. A renunțat la politica imperială a tatălui său și s-a concentrat în principal asupra afacerilor interne. S-a căsătorit cu Eudochia, fiica împăratului roman de vest, Valentinian al III-lea (419-455) și a Eudoxiei Licinia. Ea îl părăsește, probabil în 472, dar îi dăruise deja un fiu, Hilderic.
Deși, vandalii și-au menținut titlul de putere navală și dominația în insulele din vestul Mării Mediterane, Huneric nu a avut prestigiul de care Genseric, tatăl său, se bucura în fața altor state.

## Domnia
Chiar dacă Huneric a fost un adept convins al arianismului, în timpul domniei sale a tolerat populația catolică. De asemenea, a permis să se țină un sinod, în urma căruia s-a ales noul episcop catolic al Cartaginei, Eugenius (postul rămăsese vacant 24 de ani). În urma vizitei unei misiuni diplomatice din Imperiul Roman de Răsărit condusă de Alexandru, proprietățile confiscate de tatăl său de la negustorii din Cartagina au fost restituite. La scurt timp după alegerea lui Eugenius, Huneric s-a schimbat și-a început persecuția catolicilor.
În plus, el a încercat să naționalizeze proprietatea catolică, dar această acțiune a provocat protestul împăratului roman de răsărit, astfel a ales să alunge un număr de catolici într-o provincie. La 1 februarie 484, a organizat o întâlnire a episcopilor catolici cu episcopii arieni, iar pe 24 februarie 484, i-a scos cu forța pe episcopii catolici din locuințele lor și i-a exilat pe insula Corsica. Câțiva au fost martirizați, inclusiv fostul proconsul, împreună cu Frumentie și comercianții bogați, care au fost uciși la Hadrumetum după ce au refuzat să devină ariani .
În plus, Huneric a ucis mulți membri ai dinastiei hasdinge, de asemenea, i-a persecutat pe maniheiști. A fost succedat de nepotul său, Gunthamund (484-496), precum și din cauza cruzimii sale a fost puțin jelit de vandali.
Spre sfârșitul domniei sale, maurii din munții Aurès (astăzi, Algeria) s-au răzvrătit cu succes de sub conducerea vandală.